# Sicherheitsdienst
De Sicherheitsdienst (SD) evolueerde tussen 1931 en 1945 van een bescheiden Nationaalsocialistische Duitse Arbeiderspartij (NSDAP)-inlichtingendienst tot de staatsinlichtingendienst van nazi-Duitsland met 51 hoofdafdelingen en 519 regionale afdelingen, enkele duizenden agenten en enkele tienduizenden informanten.

## Achtergrond
De Sicherheitsdienst werd in maart 1931 door Heinrich Himmler onder de naam Ic-Dienst opgericht. De voorloper van de SD was werkzaam vanuit een appartement en rapporteerde rechtstreeks aan Heinrich Himmler. Voordat de Duits nationaalsocialisten aan de macht kwamen was het doel van de Ic-Dienst om politieke tegenstanders in de gaten te houden, de veiligheid van de nazipartijleiders te garanderen en interne partij-opstanden te voorkomen.
Met de machtsovername van de nazi’s in Duitsland in 1933 was de dienst bekend als de SD-Amt en ontstond er een zekere competitie met de Sturmabteilung (SA). Op 9 juni 1934 werd één enkele partij-informatiedienst opgericht, de zogenaamde Sicherheitsdienst (SD), waarbij de SD-Amt de basis was en onder het bevel van Reinhard Heydrich stond.
De SD groeide uit tot een invloedrijke partij-organisatie waar de Schutzstaffel (SS) en de nationaalsocialistische regering gretig gebruik van maakte. De SD werkte nauw samen met de Sicherheitspolizei (de Gestapo en de Kriminalpolizei).
Tussen de Sicherheitsdienst en de Gestapo waren veel overeenkomsten. Beide geheime diensten stonden onder leiding van dezelfde personen (Reinhard Heydrich was de bevelhebber van de SD en de Gestapo en rapporteerde aan Heinrich Himmler, die chef van de Duitse Politie was; de zogenaamde Chef der Deutschen Polizei im Reichsministerium des Innern) en ook hielden beide organisaties zich bezig met dezelfde taken. Toch kan worden gesteld dat de Sicherheitsdienst veelal de informatie verzamelde terwijl de Gestapo en tot op een zekere hoogte de Kriminalpolizei, de uitvoerende diensten waren.
In 1938 groeide de SD van een partij-informatiedienst tot de inlichtingendienst van de Duitse staat die tevens ondersteuning gaf aan de Gestapo en samenwerkte met de Duitse Administratie van Binnenlandse Zaken. Zo werd de SD belast met het observeren van politieke tegenstanders van het Derde Rijk, het voorzien van politiek nieuws uit het binnen- en buitenland, het verzamelen van de indrukken van de burgers op politieke beslissingen, het voorbereiden van sabotage-acties en opstanden in het buitenland. Om deze taak te volbrengen werd een netwerk van medewerkers opgericht in het Derde Rijk en de gebieden die nazi-Duitsland annexeerde of bezette. Om de eigen Duitse bevolking te controleren werden de NSDAP-Blockleiter (laagste niveau van de NSDAP hiërarchie) ingezet.
De SD-organisatie zelf bestond uit enkele duizenden agenten. De verzamelde informatie werd twee- tot driemaal per week gerapporteerd in alle SD-afdelingen en overhandigd aan de belangrijkste staatslieden en partijfunctionarissen. De SD hield zich ook bezig met het beoordelen van hogere officieren en partijleiders op hun politieke betrouwbaarheid.
Vanaf 27 september 1939 werd de Sicherheitsdienst centraal gecoördineerd vanuit het Reichssicherheitshauptamt (RSHA) en onderverdeeld in twee kantoren; het Inland-SD kantoor (bekend als Amt III) voor binnenlandse aangelegenheden en het Ausland-SD kantoor (bekend als Amt VI) voor buitenlandse aangelegenheden. Reinhard Heydrich nam het bevel op zich tot hij werd vermoord in 1942. Op 30 januari 1943 nam Ernst Kaltenbrunner de leiding over en rapporteerde, zoals Heydrich, rechtstreeks aan Heinrich Himmler. Kaltenbrunner bleef op post tot het einde van de Tweede Wereldoorlog.

## Organisatie
- 1931: oprichting van de SD, onder de naam Ic-Dienst,
- 1933: de naam verandert in SD-Amt,
- 1934: oprichting van de officiële partij-informatiedienst, de Sicherheitsdienst des Reichsführers-SS,
- 1938: de SD van een partij-informatiedienst groeit uit tot de inlichtingendienst van de Duitse staat die tevens ondersteuning gaf aan de Gestapo en samenwerkte met de Duitse Administratie van Binnenlandse Zaken,
- 1939: de Sicherheitsdienst wordt opgenomen in en centraal gecoördineerd vanuit het Reichssicherheitshauptamt (RSHA) en onderverdeeld in twee kantoren: het Inland-SD-kantoor (bekend als Amt III) voor binnenlandse aangelegenheden en het Ausland-SD-kantoor (bekend als Amt VI) voor buitenlandse aangelegenheden. In 1941 zag de structuur van de SD er als volgt uit:

### Inland-SD
De Inland-SD (ook bekend onder Deutsche Lebensgebiete) en Amt III van het RSHA was verantwoordelijk voor het inwinnen van inlichtingen binnen de grenzen van het Derde Rijk. Het kantoor was onderverdeeld in volgende afdelingen:
- Afdeling A Fragen der Rechtsordnung und des Reichsaufbaus (Rechten en Juridische structuren)
  -     - A1 Allgemeine Fragen der Lebensgebietsarbeit
    - A2 Rechtsleben
    - A3 Verfassung und Verwaltung
    - A4 Allgemeines Volksleben
- Afdeling B Volkstum (Rassen en Etnische zaken)
  -     - B1 Volkstumsarbeit
    - B2 Minderheiten
    - B3 Rasse und Volksgesundheit
    - B4 Einwanderung und Umsiedlung 
    - B5 Besetzt Gebiete
- Afdeling C Kultur (Culturele en Religieuze zaken)
  -     - C1 Wissenschaft
    - C2 Erziehung und religiöses Leben
    - C3 Volkskultur und Kunst
    - C4 Presse, Schrifttum, Rundfunk
- Afdeling D Wirtschaft (Industrie en Handel)
  -     - D1 Ernährungswirtschaft
    - D2 Handel, Handwerk und Verkehr
    - D3 Finanzwirtschaft, Währung, Banken und Börsen, Versicherungen
    - D4 Industrie und Energiewirtschaft
    - D5 Arbeits- und Sozialwesen
- Afdeling E (Hogere Klasse)

### Ausland-SD
De Ausland-SD was verantwoordelijk voor het inwinnen van civiele inlichtingen buiten de grenzen van het Derde Rijk. In 1944 nam de Ausland-SD ook alle taken over van de Abwehr (militaire inlichtingendienst). Het kantoor was onderverdeeld in volgende departementen:
- Afdeling A Allgemeine auslandsnachrichtendienstliche Aufgaben (Organisatie en Administratie)
  -     - A1 Beauftragter für die Nachprüfung aller nachrichtendienstlichen Verbindungen
    - A2 Beauftragter für die Überprüfung und Sicherung der gestellten Auslandsaufgaben
    - A3 Beauftragter I für die SD-(Leit)Abschnitte West
    - A4 Beauftragter II für die SD-(Leit)Abschnitte Nord
    - A5 Beauftragter III für die SD-(Leit)Abschnitte Ost
    - A6 Beauftragter IV für die SD-(Leit)Abschnitte Süd
    - A7 Beauftragter V für die SD-(Leit)Abschnitte Mitte
- Afdeling B Deutsch-italienisches Einflußgebiet in Europa, Afrika und dem Nahen Osten  (Spionage in Europa, het Midden-Oosten en Afrika)
- Afdeling C Osten, Russisch-japanisches Einflußgebiet (Spionage in de Sovjet-Unie en Japan)
- Afdeling D Westen, Englisch-amerikanisches Einflußgebiet (Spionage in de Engelse-Amerikaanse omgeving)
  -     - D 1 Amerika
    - D 2 Großbritannien
    - D 3 Skandinavien
    - D 4 Südamerika
- Afdeling E Erkundung weltanschaulicher Gegner im Ausland
- Afdeling F Technische Hilfsmittel für den Nachrichtendienst im Ausland (Technische communicatiehulpmiddelen)

### Veiligheidsdienst
De SD was de veiligheidsdienst in de bezette gebieden en SD bataljons werden geplaatst onder het bevel van de SS en lokale politieleiders. Ze hadden ook een aanwezigheid op alle concentratiekampen en door personeel te leveren aan speciale eenheden zoals de SS-Einsatzgruppen. De SD was ook de organisatie die samen met de Ordnungspolizei de orde en veiligheid in de Joodse getto's in Polen moest verzekeren. Het typische beeld van SS-troepen die moordend door de getto's stormen op zoek naar onschuldige joden is toe te wijzen aan de SD troepen.

### Afdelingen
De SD had eveneens lokale kantoren in grotere steden van nazi-Duitsland. De kleinere regionale kantoren waren bekend als de SD-Unterabschnitte of Nebenstelle en de grotere hoofdkantoren onder SD-Abschnitte of Hauptstelle. Alle SD-kantoren rapporteerden aan de lokale leider bekend als de Inspektor des Sicherheitspolizei und SD die onder een dubbel gezag stond; van de RSHA-commandant en van de lokale SS- und Polizeiführer. Er waren in totaal 51 hoofdafdelingen en 519 regionale afdelingen.

### Informanten
Onder leiding van Reinhard Heydrich werd er binnen de SD een uitgebreid netwerk van (enkele tienduizenden) informanten opgericht waarbij medewerkers werden ingedeeld en aangeduid in de volgende manier:
- V-männer: (Duits: Vertrauensleute). Informanten die te vertrouwen waren.
- A-männer: (Duits: Agenten). Agenten van de SD.
- Z-männer: (Duits: Zubringer). Speciale agenten die de SD van informatie verschaften.
- H-männer: (Duits: Helfershelfer). Informanten die de SD gegevens doorspeelden vanwege egoïstische en andere motieven.
- U-männer: (Duits: Unzuverlässige). Informanten die onbetrouwbaar en corrupt waren.

## Commandanten
| Nr. | Afbeelding | Commandanten van de Sicherheitsdienst                | Aangetreden     | Einde termijn   | Duur termijn                 | Opmerking                                                             |
| --- | ---------- | ---------------------------------------------------- | --------------- | --------------- | ---------------------------- | --------------------------------------------------------------------- |
| 1   |            | SS-Obergruppenführer Reinhard Heydrich (1904-1942)   | 19 juli 1932    | 4 juni 1942     | 9 jaar, 10 maand en 15 dagen | Bezweken aan zijn verwondingen opgelopen tijdens Operatie Anthropoid. |
| 2   |            | Reichsführer-SS Heinrich Himmler (1900-1945)         | 8 juni 1942     | 29 januari 1943 | 7 maand en 23 dagen          | Plaatsvervangend commandant                                           |
| 3   |            | SS-Obergruppenführer Ernst Kaltenbrunner (1903-1946) | 30 januari 1943 | 8 mei 1945      | 2 jaar, 3 maand en 8 dagen   |                                                                       |

## De Sicherheitsdienst in Nederland
In Den Haag zat de SD onder meer in het voormalig Haags Tehuis voor Ongehuwden (HTO) aan de Rijswijkseweg en in villa 'Windekind' in het Westbroekpark. Hier vonden onder andere de beruchte verhoren plaats van in het 'Oranjehotel' gedetineerde politieke gevangenen.

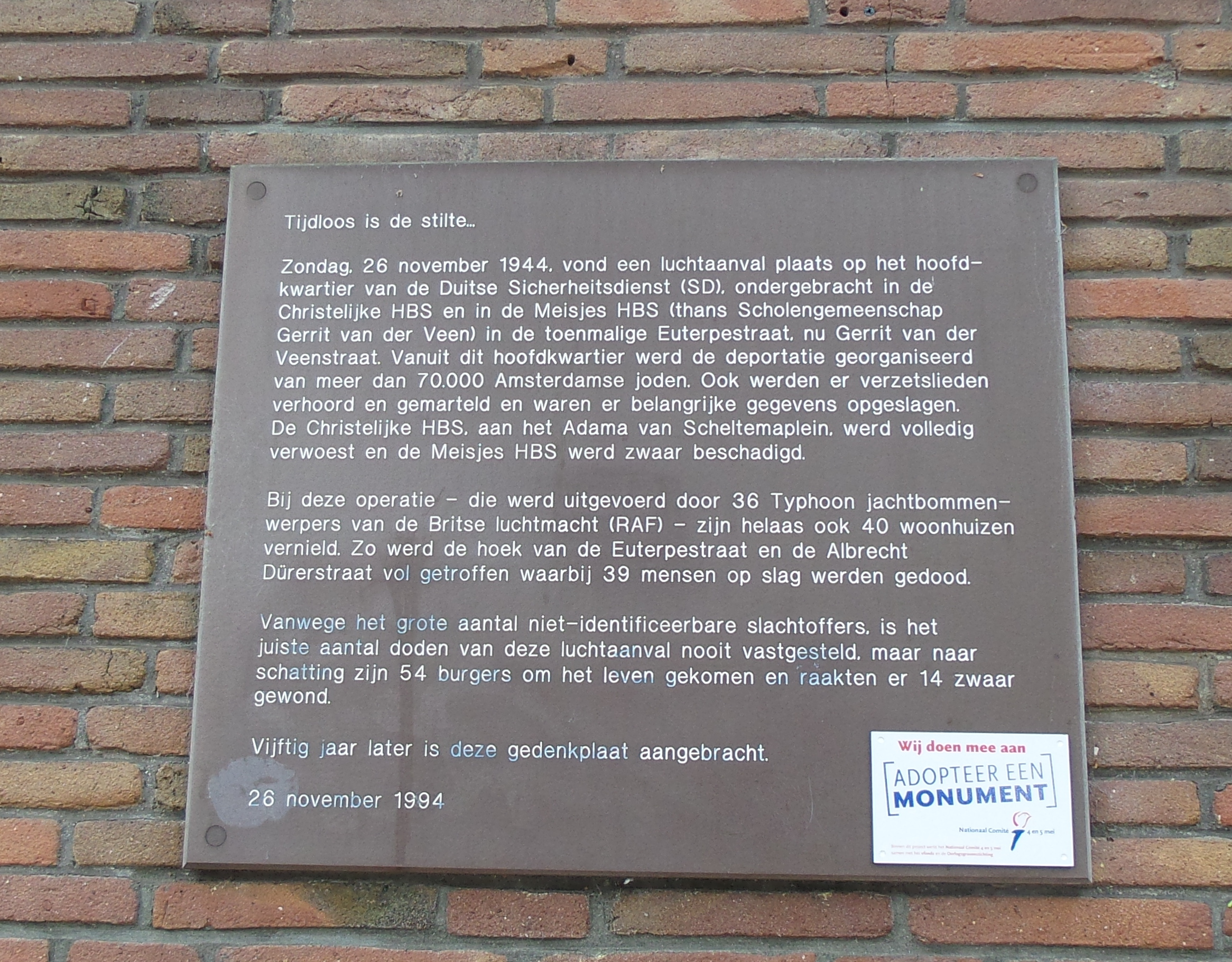
Gedenkplaat 'Tijdloos is de stilte…' voor de burgerslachtoffers van de luchtaanval van 26 november 1944 door de RAF op het hoofdkwartier van de Sicherheitsdienst die in de meisjes HBS aan de Euterpestraat in Amsterdam was gehuisvest.

De SD had in Amsterdam het hoofdkwartier (2 scholen) aan de Euterpestraat (sinds de bevrijding: Gerrit van der Veenstraat) en het hier tegenover gelegen Adama van Scheltemaplein. Op zondag 26 november 1944 zijn deze gebouwen gebombardeerd. 36 Hawker Typhoons van de Engelse RAF voerden een aanval in duikvlucht uit. Hierbij werden ook veertig woonhuizen getroffen. Er vielen 69 doden, onder wie vier SD'ers. De Zentralstelle werd half verwoest. Het SD-hoofdkwartier liep dermate schade op dat de SD naar hotel Apollofirst aan de Apollolaan moest verhuizen. Het Rotterdamse hoofdkwartier van de SD aan de Heemraadssingel werd op 29 november 1944 gebombardeerd.
In Groningen vorderde de SD het Scholtenhuis aan de Grote Markt.

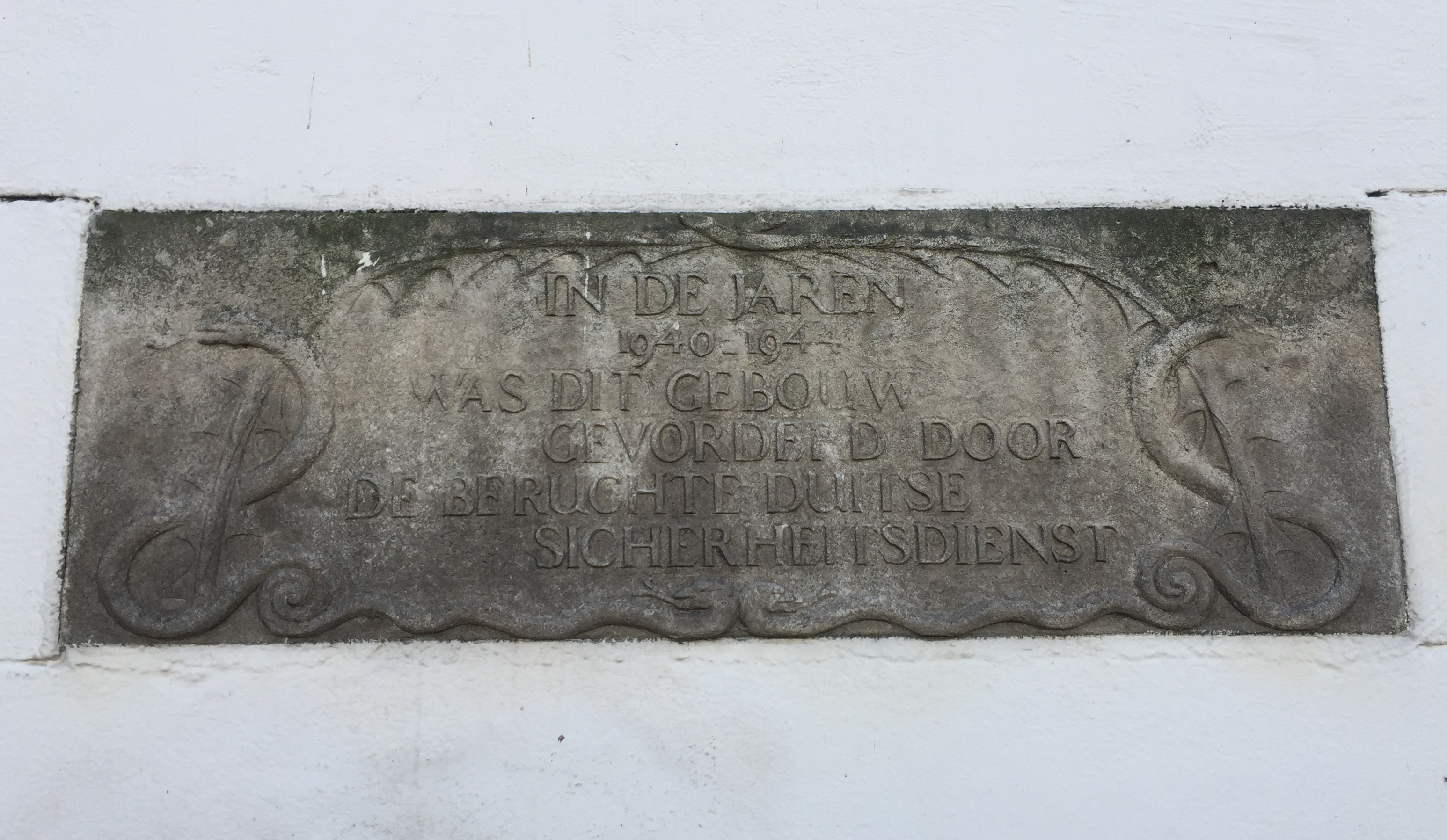
Plaquette aan het Kratongebouw in Arnhem, waar de SD was gevestigd

Voor de SD-activiteiten in Gelderland en Overijssel werd in Arnhem het Kratongebouw aan de Utrechtsestraat 85 gevorderd. Daar bevond zich de telefooncentrale van de Provinciale Gelderse Elektriciteit Maatschappij onder beheer van ir. Hartman, die lid was van het Arnhemse verzet. Doordat de SD technisch niet goed op de hoogte bleek te zijn, kon de Duitsers op de mouw worden gespeld dat het voor de provinciale elektriciteitsvoorziening van het grootste belang was dat de in het gebouw aanwezige centrale ongestoord bleef functioneren. Zo mochten telefoontechnici in het Arnhemse SD-hoofdkwartier onderhoudswerkzaamheden blijven verrichten, waardoor het verzet tot aan het einde van de oorlog over zijn eigen telefoonverbindingen beschikte, die gebruikmaakten van elektriciteitskabels.

## Nabeschouwingen
Doordat de SD en de Gestapo zeer nauw samenwerkten en hun activiteiten quasi gelijkaardig waren, werden beide organisaties tijdens het Proces van Neurenberg samen aangeklaagd. Zowel de SD als de Gestapo werden door het oorlogstribunaal bestempeld als criminele organisaties en hun leden werden berecht.